# Monmouth Castle
Monmouth Castle är ett slott i Storbritannien.   Det ligger i kommunen Monmouthshire och riksdelen Wales, i den södra delen av landet, 180 km väster om huvudstaden London. Monmouth Castle ligger 28 meter över havet.
Terrängen runt Monmouth Castle är platt åt nordväst, men åt sydost är den kuperad. Monmouth Castle ligger nere i en dal. Runt Monmouth Castle är det ganska tätbefolkat, med 144 invånare per kvadratkilometer. Närmaste större samhälle är Monmouth, 0,21 km öster om Monmouth Castle. I omgivningarna runt Monmouth Castle växer i huvudsak blandskog.